# Adam Babareka

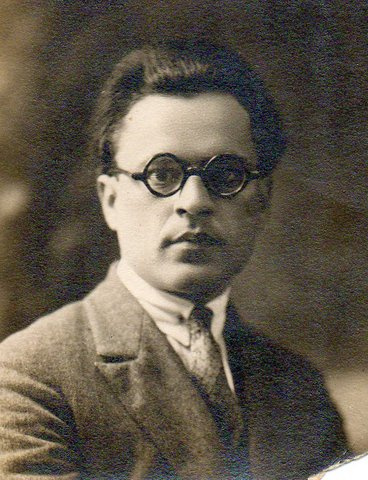
Adam Babareka

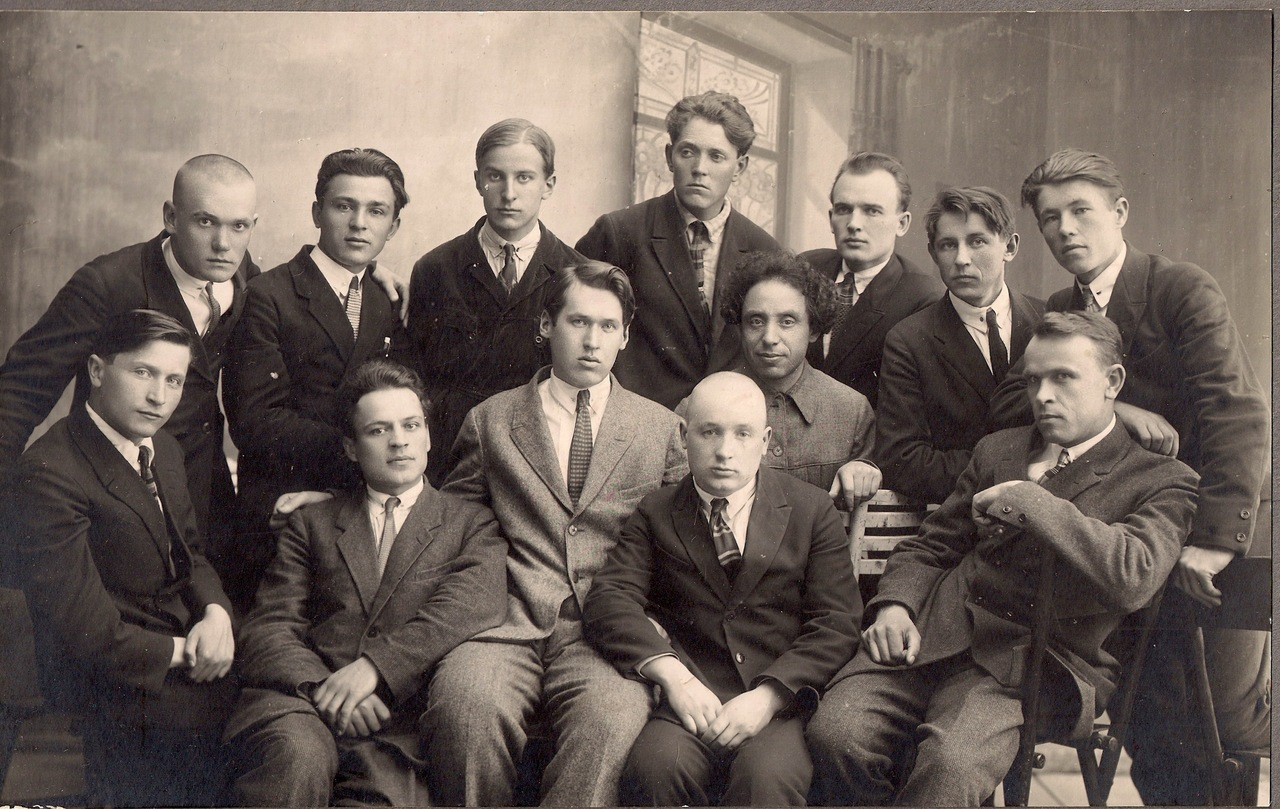
Babareka 2. von links unten

Adam  Antonawitsch Babareka (belarussisch Адам Антонавіч Бабарэка, wiss. Transliteration Adam Antonavič Babarėka; * 14. Oktober 1899 in Sloboda-Kučinka; † 10. Oktober 1938) war ein belarussischer Schriftsteller und Literaturkritiker.

## Leben
Adam Babareka wurde am 14. Oktober 1899 im belarussischen Dorf Sloboda-Kučinka als Sohn einer Bauernfamilie geboren. Er studierte an der Slučkoj-Hochschule und besuchte 1918 das theologische Seminar in Minsk.
Während der polnischen Besatzungszeit gehörte er zum belarussischen Widerstand und wurde 1920 von polnischen Behörden gefangen genommen und gefoltert.
Nach der Besetzung von Belarus durch sowjetische Truppen war Babareka als Lehrer tätig.
Von 1921 bis 1922 diente er in der Roten Armee.
Er studierte von 1922 bis 1927 an dem ethnologisch-linguistischen Institut der staatlichen Universität von Belarus und arbeitete mit an der Zeitung Savečkaja Belarus' (Савецкая Беларусь). Zudem war er Mitbegründer und faktischer Leiter der belarussischen literarischen Vereinigungen Maladnjak (Маладняк) (1923)  und Uzvyšša (Узвышша) (1926).
Von 1926 bis 1929 lehrte er belarussische Sprache und Literatur an der kommunistischen Universität von Belarus, 1928 wurde er Assistenzprofessor für Geschichte an der belarussischen Literatur-BGU.
Am 25. Juni 1930 wurde Babareka in Minsk verhaftet.
Ein NKWD-Gericht verurteilte ihn am 10. Oktober 1931 als Mitglied einer konterrevolutionären Organisation und anti-sowjetischer Agitation zu 5 Jahren Exil.
Die Laufzeit des Urteils wurde später um 2 Jahre verlängert.
Am 24. Juli 1937 wurde Babareka erneut aufgrund des Falles der Union für die Befreiung des Belarus (Саюз вызвалення Беларусі) festgenommen. Die GPU in der BSSR brachte das Gerücht in Umlauf, dass diverse belarussische Wissenschaftler und Kulturaktivisten sich in einer anti-sowjetischen Organisation, der oben genannten Union für die Befreiung von Belarus (Саюз вызвалення Беларусі) zusammengeschlossen hätten. Die meisten der Beschuldigten wurden zum Tode oder zum Exil verurteilt. Unter den Verurteilten war unter anderem auch Janka Kupala. Am 15. Februar 1938 wurde Babareka zu 10 Jahren Straflager in Kirov verurteilt.
Er verstarb am 10. Oktober 1938 in der dortigen Krankenstation.
Babareka war verheiratet und hatte 2 Töchter.

## Werke
- «Апавяданьні» (1925)
- Збор п’есаў «Лекары і лекі; Два жаніхі : П’есы ў І дзеі» (1925)
- «Перамена : П’еса ў 2 актах» (1926)
- Жыцьцёпіс і працы (Аўтабіяграфія)/Пра час і пра сябе. — Мн., 1966
- Збор твораў: у 2 т. (2011)